# Gruta da Ponta do Marco
A Gruta da Ponta do Marco é uma gruta portuguesa localizada sobranceira a Ponta do Marco, na costa da ilha do Corvo, arquipélago dos Açores.
Esta formação geológica apresenta uma geomorfologia em forma de caverna costeira. É de apreciáveis dimensões, sendo possível visitar a mesma em pequenos barcos a partir do Porto da Casa em Vila Nova do Corvo. Por se tratar de uma gruta influenciada pelas marés deve ter-se esse factor em consideração ao realizar a visita à mesma.
A sua localização sobranceira à Ponta do Marco vem contribuir para o seu encanto uma vez que este promontório denominado Ponta do Marco, é o local indicado como sendo o sitio onde na altura da descoberta da ilha foi encontrado uma misteriosa estátua de um cavaleiro indicando o Ocidente.
A Estátua equestre do Corvo faz parte dos mitos e das lendas da ilha do Corvo vem referido nos compêndios da história da ilha e de Portugal principalmente pela pena do cronista do rei D. Manuel I de Portugal, Damião de Góis.